# Kašalj
Kašalj (lat.: tussis) iznenadan je i često ponavljajući refleks koji pomaže da se iz dišnih puteva izbace štetne izlučevine, sekret, iritansi, strane čestice i mikrobi. Kašalj se sastoji od tri faze: udisanja, izdisanja i automatskog otpuštanja zraka iz pluća, obično popraćenog prepoznatljivim zvukom.
Kašalj je često automatski, bez volje čovjeka, a moguće je kašljati i namjerno.
Kašalj često ukazuje na prisutnost bolesti. Mnogi virusi i bakterije šire se putem kašlja. Stoga prilikom kašljanja treba staviti ruku na usta i redovito prati ruke.
Kašalj obično proizlazi iz smetnji dišnog sustava, a može ga potaknuti i gušenje, pušenje, zagađenost zraka, astma, reakcija na kapanje nosa, kronični bronhitis, zatajenje srca i lijekovi kao što su ACE inhibitori. 
Liječenje kašlja provodi se nakon pregleda liječnika i utvrđivanja postojećeg stanja. Kašalj nije uvijek jednako opasan. Lijekovi protiv kašlja obično su u obliku sirupa.
Kašalj može biti posljedica infekcije dišnih putova kao što su: prehlada, upala pluća, hripavac ili tuberkuloza. U velikoj većini slučajeva razlog su akutnog kašlja, tj. kašlja kraćeg od 3 tjedna, prehlade. Tuberkuloza se rijetko javlja.
Kašalj može biti klasificiran po trajanju, karakteru i vremenu. Trajanje može biti akutno (iznenadna pojava) ako je prisutno manje od tri tjedna, subakutno ako je prisutno između tri i osam tjedana i kronično kada traje dulje od osam tjedana. Kašalj može biti suh ili produktivan, ovisno postoji li ispljuvak. Može se javljati samo noću, samo danju ili i danju i noću.